# Phygadeuon canadensis
Phygadeuon canadensis là một loài tò vò trong họ Ichneumonidae.